# Superliga 2 femenina de voleibol de España 2022-23
La Superliga 2 femenina de voleibol de España 2022-23 (también conocida como SVF 2 o Superliga 2 femenina) es la segunda máxima categoría del voleibol español en categoría femenina.
Consta de dos fases: la liga regular y la fase final. La liga regular está compuesta por tres grupos, mientras que la fase final, en la que se enfrentan los mejores equipos de cada grupo, es la que da acceso al ascenso a la Superliga. El torneo lo organiza la Real Federación Española de Voleibol (RFEVb).
En la temporada 2021-22 ascendieron a la Superliga 2 Femenina los equipos CVS U Energía Sóller, CV Sestao y descendieron a la Superliga 2 Femenina los equipos Club Voleibol Barcelona y Club Voleibol Leganés.

## Equipos

### Grupo A
| Club                       | Sede                          | Comunidad autónoma | Pabellón                              |
| -------------------------- | ----------------------------- | ------------------ | ------------------------------------- |
| Extremadura Arroyo         | Arroyo de la Luz              | Extremadura        | Pabellón Municipa de Arroyo de la Luz |
| Santa Cruz Cuesta Piedra   |                               |                    |                                       |
| cvleganes.com              | Leganés                       | Madrid             | Pabellón Emilia Pardo Bazán           |
| Fedes Ascensores La Laguna | [[San Cristóbal de La Laguna] | Islas Canarias     | Pabellón de Deportes Juan Rios Tejera |
| RGC Covadonga              | Gijón                         | Asturias           | Polideportivo Braulio García          |
| Autos Cancela Zalaeta      | La Coruña                     | Galicia            | Polideportivo Barrio de Las Flores    |
| CV Torrejón                | Valdetorres de Jarama         | Madrid             | Pabellón José Antonio Paraiso         |
| Club Voleibol Oviedo       | Oviedo                        |                    |                                       |
| CV Torrelavega             | Torrelavega                   | Cantabria          | Pabellón Municipal La Habana Vieja    |
| VP Madrid                  | Madrid                        | Madrid             | CDM Entrevías                         |
| Voley Sanse Live Vuvuzela  | San Sebastián de los Reyes    | Madrid             | Polideportivo Eduardo López Mateo     |

### Grupo B
| Club                  | Sede                  | Comunidad autónoma   | Pabellón                                        |
| --------------------- | --------------------- | -------------------- | ----------------------------------------------- |
| Barça CVB             | Barcelona             | Cataluña             |                                                 |
| DSV Sant Cugat        | Sant Cugat            | Cataluña             | Pabellón Municipal Valldoreix                   |
| CV Esplugues          | Esplugas de Llobregat | Cataluña             | CEM Les Moreres Groc                            |
| JS Hotels Ciutat Cide | Palma de Mallorca     | Islas Baleares       | Polideportivo Cide                              |
| Volei Grau Castelló   | Castellón             | Comunidad Valenciana | Pabellón Pablo Herrera                          |
| CV Vall D'Hebrón      | Martorell             | Cataluña             | CEM Olimpics                                    |
| CVS U Energía Soller  | Sóller                | Islas Baleares       |                                                 |
| MCD Premiá de Dalt    | Premia de Dalt        | Cataluña             | Pabellón Polideportivo Municipal Premiá de Dalt |
| C.V. Sestao           | Sestao                | País Vasco           | Polideportivo La Benedicta                      |
| CAEP Soria            | Soria                 | Castilla y León      | Pabellón Municipal Los Pajaritos                |
| CV CCO 7 Palmas GC    |                       |                      |                                                 |

### Grupo C
| Club                        | Sede     | Comunidad autónoma   | Pabellón                         |
| --------------------------- | -------- | -------------------- | -------------------------------- |
| FC Cartagena Algar Surmenor | Algar    | Murcia               | Pabellón Escolar El Algar        |
| Mairena Vóley Club          | Mairena  | Andalucía            | Pabellón Marina Alabau           |
| Melilla Sport Capital       | Melilla  | Mellilla             |                                  |
| Aptur CV Benidorm           | Benidorm | Comunidad Valenciana | Palacio L´Illa de Benidorm       |
| C.V. Valencia               | Valencia | Comunidad Valenciana | Pabellón Municipal Benicalap Sur |
| Arona Paradise Park         | Arona    | Islas Canarias       | Pabellón Jesús Domínguez Grillo  |
| Covirán CDU Atarfe          | Atarfe   | Andalucía            | Pabellón Municipal Atarfe        |
| Cisneros Alter VB           |          |                      |                                  |
| Mazzo Construcción AVG      |          |                      |                                  |
| Familycash Xátiva VB        | Xativa   | Comunidad Valenciana | Pabellón de Voleibol Municipal   |
| Universitat D'Alacant VB    | Alicante |                      |                                  |
| La Fuensanta CV Pizarra     |          |                      |                                  |

## Clasificación

### Grupo A
| | Equipo                      | Puntos | J  | G3 | G2 | P1 | P0 | SF | SC | PF   | PC   |
| --- | --------------------------- | ------ | -- | -- | -- | -- | -- | -- | -- | ---- | ---- |
| 1 | Santa Cruz Cuesta Piedra    | 60     | 22 | 20 | 0  | 0  | 2  | 61 | 9  | 1700 | 1299 |
| 2 | Extremadura Arroyo          | 60     | 22 | 19 | 1  | 1  | 1  | 62 | 12 | 1807 | 1440 |
| 3 | cvleganes.com               | 52     | 22 | 15 | 3  | 1  | 3  | 57 | 24 | 1915 | 1609 |
| 4 | Fedes Ascensores La Laguna  | 47     | 22 | 14 | 2  | 1  | 5  | 54 | 29 | 1953 | 1763 |
| 5 | Autos Cancela Zalaeta       | 40     | 22 | 11 | 2  | 3  | 6  | 48 | 34 | 1847 | 1712 |
| 6 | R.C.G. Covadonga            | 37     | 22 | 11 | 1  | 2  | 8  | 43 | 35 | 1741 | 1693 |
| 7 | C.V. Torrejón               | 34     | 22 | 10 | 2  | 0  | 10 | 41 | 39 | 1800 | 1725 |
| 8 | Vóley Torrelavega           | 21     | 22 | 6  | 1  | 1  | 14 | 28 | 51 | 1666 | 1807 |
| 9 | VP Madrid                   | 21     | 22 | 6  | 1  | 1  | 14 | 25 | 49 | 1496 | 1697 |
| 10 | C.V. Oviedo                 | 16     | 22 | 3  | 2  | 3  | 14 | 25 | 56 | 1605 | 1839 |
| 11 | CV Almendralejo Extremadura | 4      | 22 | 1  | 0  | 1  | 20 | 12 | 64 | 1357 | 1830 |
| 12 | Vóley Sanse Live Vuvuzela   | 4      | 22 | 1  | 0  | 1  | 20 | 10 | 64 | 1318 | 1791 |
| Fuente: Federación Española de Voleibol: Clasificación de la Superliga Femenina 2 - Grupo A; actualización automática |                             |        |    |    |    |    |    |    |    |      |      |

### Grupo B
| | Equipo                   | Puntos | J  | G3 | G2 | P1 | P0 | SF | SC | PF   | PC   |
| --- | ------------------------ | ------ | -- | -- | -- | -- | -- | -- | -- | ---- | ---- |
| 1 | Barça CVB                | 66     | 22 | 22 | 0  | 0  | 0  | 66 | 9  | 1854 | 1400 |
| 2 | MCR Premiá de Dalt       | 49     | 22 | 15 | 2  | 0  | 5  | 55 | 25 | 1871 | 1673 |
| 3 | DSV Sant Cugat           | 43     | 22 | 12 | 3  | 1  | 6  | 51 | 33 | 1909 | 1791 |
| 4 | C.V. Esplugues           | 35     | 22 | 8  | 4  | 3  | 7  | 44 | 43 | 1891 | 1857 |
| 5 | JS Hotels Cide Palma     | 34     | 22 | 10 | 1  | 2  | 9  | 43 | 40 | 1838 | 1813 |
| 6 | CV Hidramar Gran Canaria | 32     | 22 | 10 | 0  | 2  | 10 | 38 | 39 | 1681 | 1695 |
| 7 | Toyota Teams VSJ         | 28     | 22 | 5  | 4  | 5  | 8  | 40 | 48 | 1846 | 1870 |
| 8 | C.V. Vall D'Hebrón       | 26     | 22 | 6  | 1  | 6  | 9  | 38 | 51 | 1912 | 1952 |
| 9 | CVS U Energía Sóller     | 22     | 22 | 5  | 3  | 1  | 13 | 31 | 51 | 1742 | 1838 |
| 10 | CAEP Soria               | 22     | 22 | 5  | 3  | 1  | 13 | 31 | 51 | 1675 | 1876 |
| 11 | Grau Castelló            | 20     | 22 | 4  | 3  | 2  | 13 | 32 | 52 | 1722 | 1890 |
| 12 | C.V. Sestao              | 19     | 22 | 5  | 1  | 2  | 14 | 27 | 54 | 1609 | 1895 |
| Fuente: Federación Española de Voleibol: Clasificación de la Superliga Femenina 2 - Grupo B; actualización automática |                          |        |    |    |    |    |    |    |    |      |      |

### Grupo C
| | Equipo                      | Puntos | J  | G3 | G2 | P1 | P0 | SF | SC | PF   | PC   |
| --- | --------------------------- | ------ | -- | -- | -- | -- | -- | -- | -- | ---- | ---- |
| 1 | Melilla Sport Capital       | 60     | 22 | 16 | 6  | 0  | 0  | 66 | 18 | 1994 | 1655 |
| 2 | Aptur CV Benidorm           | 56     | 22 | 17 | 1  | 3  | 1  | 61 | 20 | 1911 | 1607 |
| 3 | FC Cartagena Algar Surmenor | 54     | 22 | 17 | 1  | 1  | 3  | 58 | 16 | 1772 | 1352 |
| 4 | Mairena Vóley Club          | 41     | 22 | 13 | 1  | 0  | 8  | 46 | 28 | 1709 | 1568 |
| 5 | Arona Paradise Park         | 34     | 22 | 9  | 2  | 3  | 8  | 42 | 40 | 1775 | 1806 |
| 6 | C.V. Valencia               | 34     | 22 | 10 | 1  | 2  | 9  | 42 | 41 | 1804 | 1803 |
| 7 | Covirán CDU Atarfe          | 33     | 22 | 10 | 1  | 1  | 10 | 39 | 42 | 1794 | 1748 |
| 8 | Familycash Xátiva VB        | 27     | 22 | 6  | 2  | 5  | 9  | 36 | 50 | 1753 | 1890 |
| 9 | Mazzo Construcción AVG      | 20     | 22 | 5  | 1  | 3  | 13 | 28 | 53 | 1663 | 1838 |
| 10 | Universitat D'Alacant VB    | 19     | 22 | 3  | 4  | 2  | 13 | 29 | 54 | 1707 | 1887 |
| 11 | Cisneros Alter VB           | 12     | 22 | 3  | 1  | 1  | 17 | 19 | 56 | 1431 | 1782 |
| 12 | La Fuensanta CV Pizarra     | 6      | 22 | 1  | 1  | 1  | 19 | 14 | 62 | 1436 | 1813 |
| Fuente: Federación Española de Voleibol: Clasificación de la Superliga Femenina 2 - Grupo C; actualización automática |                             |        |    |    |    |    |    |    |    |      |      |